# 1507 en musique classique
| \| • Retour à la chronologie générale de la musique classique • \| |
| Grèce • Rome • Haut Moyen Âge • VIIIe siècle • IXe siècle • Xe siècle • XIe siècle XIIe siècle • XIIIe siècle • XIVe siècle • XVe siècle • XVIe siècle • XVIIe siècle XVIIIe siècle • XIXe siècle • XXe siècle • XXIe siècle |
| • Retour à la chronologie générale de la musique classique • |

| Années en musique classique : 1504 - 1505 - 1506 - 1507 - 1508 - 1509 - 1510    |
| Décennies en musique classique : 1470 - 1480 - 1490 - 1500 - 1510 - 1520 - 1530 |

## Événements
Vers 1505-1507 :
- Compilation du chansonnier de Jérôme Laurin de Watervliet.

## Naissances
- 10 août : Jacques Arcadelt, compositeur franco-flamand († 14 octobre 1568)

Date indéterminée :
- Valentin Bakfark, luthiste et compositeur hongrois († 15 août 1576).

## Décès
- peu après le 29 mars : Nicolaes Craen, compositeur franco-flamand (° entre 1440 et 1450).